# Pronto moda
Il pronto moda è una modalità produttiva utilizzata prevalentemente nel settore industriale di abiti confezionati. È caratterizzata da tempistiche produttive ridotte, con uscite di prodotto ininterrotte e repentini riassortimenti.

## Fasi produttive
- analisi del settore di riferimento (chiamata dagli addetti del settore semplicemente ricerca);
- progettazione dell'articolo, sia essa cartacea (cartamodello) o computer aid designed (CAD);
- realizzazione di un prototipo;
- analisi del prototipo e introduzione di eventuali modifiche alla produzione dell'articolo;
- distribuzione di assaggio dei prototipi sul mercato per valutare le reazioni;
- produzione seriale del modello.

A queste va inoltre aggiunto il trasporto e la consegna del prodotto direttamente all'interno dei punti commerciali.

## Conseguenze sulla produzione
In una tradizionale azienda del settore abbigliamento, tali azioni occupano mediamente un lasso di tempo di circa sei mesi, il così detto time to market, mentre con il pronto moda lo svolgimento di tali fasi è ridotta anche a meno di un mese di tempo. 
Affinché tale sistema di lavoro possa funzionare regolarmente occorre naturalmente l'esistenza di un apparato produttivo ottimamente progettato e gestito da un sistema di controllo efficiente e dinamico, che ponga elevata attenzione nella programmazione produttiva.
Il sistema pronto moda permette inoltre non solo la progettazione e la produzione di un articolo in tempi ridotti ma anche la successiva ricollocazione in produzione di tali modelli, ottenendo quindi riassortimenti agili e repentini.

## In Italia
A tutt'oggi questa specifica modalità produttiva sta venendo progressivamente adottata da un numero sempre maggiore di produttori di abbigliamento, e non unicamente nella fascia più bassa di prodotto.
Milano è diventata una delle capitali della moda soprattutto per il rapido affermarsi  del pronto moda, realizzato da tutta una serie di laboratori diffusi soprattutto nel cremonese e nel mantovano. Poi un distretto produttivo si è venuto a creare nel quartiere di Iolo, nel Comune di Prato, molti o quasi tutti i laboratori gestiti dalla comunità cinese ambientata a Prato.
Il pronto moda italiano si inserisce nel solco della moderna evoluzione del fenomeno moda, nato dal passaggio dalla alta moda delle case parigine alla produzione industriale del prêt-à-porter, avvenuto tra la fine degli anni '60 e gli anni '70. La democratizzazione della moda che ha avuto come prima conseguenza l'affermarsi del pret-a-porter ha esplicitato ulteriormente le sue potenzialità con il fenomeno del pronto moda, arrivando a fasce sempre più estese di mercato. 
È quindi un fenomeno sempre più inclusivo; una sorta di "lingua madre" attraverso il possesso della quale ognuno è in grado di creare ed esprimere qualcosa di sé utilizzando l'abbigliamento come strumento espressivo. 
Il pronto moda italiano accoglie in modo unico e speciale la celere e imprevedibile mutevolezza dei fattori sottesi al comportamento di acquisto dei clienti, e che determinano l'accostarsi interessato ad un capo piuttosto che ad un accessorio. Ciò fa del pronto moda italiano, nella competizione del fashion system, un fronte irrinunciabile e caratteristico della nostra epoca. Il pronto moda può essere definito allora una declinazione moderna della moda in quanto guarda le linee guida stilistiche prevalenti di una stagione, le trasforma e fa sì che queste tendenze arrivino il più presto possibile sul mercato a prezzi accessibili.

## Conseguenze sul Mercato
L'accorciare grandemente i tempi di realizzazione del prodotto può evitare la necessità di avere una grande quantità di capi a magazzino, con grande dispendio per le strutture e le immobilizzazioni finanziarie. Si evita anche di determinare un invenduto di grandi dimensioni. Nella stessa  vi è la possibilità di lasciare da realizzare una fase della lavorazione: ad esempio magliette realizzate bianche per essere tinte sulla base delle concrete indicazioni di mercato. Il diffondersi della tecnica dei camerini virtuali permette ai clienti, ancor prima della realizzazione fisica dei capi di vedere in modo realistico l'effetto sulla propria persona e indirettamente per tutta la filiera tessile, su dove indirizzare la propria produzione.